# David Belda
David Belda García é um ciclista profissional espanhol. Nasceu em Cocentaina (Província de Alicante) a 18 de março de 1983.
Estreia como profissional em 2007, com a equipa Fuerteventura Canarias Team. Tem ido alternando estadias no profissionalismo com requalificações no pelotão amador. Atualmente corre para a equipa Dopaets.
É filho do ex-ciclista e diretor desportivo da equipa Kelme, entre outros, Vicente Belda.
A 18 de maio de 2017, anunciou-se que tinha dado positivo (Ainda que todos o sabíamos desde algum tempo) depois de um resultado adverso num controle antidoping realizado no mês de março desse mesmo ano. Em abril de 2018, anunciou-se a suspensão de quatro anos, até 26 de abril de 2021, e uma multa de 3000€.

## Palmarés
2009
- Volta a Leão, mais 1 etapa

2011
- 1 etapa da Mi-Aout-Bretonne

2014
- Volta a Castela e Leão, mais 1 etapa
- 2 etapas da Volta a Portugal

2015
- 1 etapa da Rhône-Alpes Isère Tour
- Tour de Saboia, mais 1 etapa

## Equipas
- Fuerteventura Canarias Team (2007)
- Boyacá es Para Vivirla (2009)
- Burgos-BH (2011-2015)
- Roth-Skoda (2016)
- Burgos-BH (2017)